# Takeru Ōtsuka
Takeru Ōtsuka (大塚 健, Ōtsuka Takeru), né le 2 avril 2001 à Atsugi, est un snowboardeur japonais. 

## Palmarès

### Coupe du monde
- 1 petit globe de cristal :
  - Vainqueur du classement big air en 2019.
- 6 podiums dont 3 victoires.

#### Détails des victoires
| Épreuve / Édition | Big air | Slopestyle |
| ----------------- | ------- | ---------- |
| 2018-2019         | Modena  | Pékin      |
| 2022-2023         | Chur    |            |